# Nouvelle Vague (groupe)
Pour les articles homonymes, voir Nouvelle vague (homonymie).
Nouvelle Vague est un groupe français, originaire de Paris, composé de Marc Collin et Olivier Libaux se proposant de reprendre des titres classiques de la new wave (essentiellement des mouvances synthpop, cold wave, goth rock et post-punk).

## Histoire

### Débuts (2003–2005)
Au fil des concerts, ce qui n'était initialement qu'un projet musical devient un authentique groupe. Le nom du groupe est un clin d'œil aux deux influences : new wave signifiant précisément en anglais « nouvelle vague », et bossa nova, qui peut se traduire en portugais par « nouvelle vague », « nouveau courant ». Par ailleurs, ce nom français « Nouvelle Vague » décrit un courant artistique mondialement célèbre des années 1960 et révèle donc l'origine du projet et son aspect glamour. Quelques chanteurs et artistes aujourd'hui connus sont passés dans ses rangs, comme Élodie Frégé, Camille, Sir Alice ou Mélanie Pain, Phoebe Killdeer, Marina Celeste, Gerald Toto, Arnaud Meyer, Alexis Lemoine, Luigi, Nadéah, Helena Noguerra ou encore Mareva Galanter et Vanessa Paradis.
Le premier album du groupe, Nouvelle Vague, sort en 2004. Libaux explique plus tard comment le projet a vu le jour : « Marc Collin et moi étions tous deux musiciens et producteurs dans l'industrie musicale française quand, en 2003, Marc m'a appelé avec cette idée très étrange de reprendre Love Will Tear Us Apart dans une version bossa nova. J'ai trouvé cette idée absolument folle mais très excitante. Nous avons donc décidé d'entrer en studio et de l'essayer dès que possible. Ensuite, nous avons enregistré Just Can't Get Enough et Guns of Brixton. Nous avons réalisé l'album en huit mois seulement. Et après ça, on s'est appelé Nouvelle Vague... et voilà l'histoire ! »
Les chansons du premier album sont enregistrées avec des chanteuses qui, semble-t-il, n'avaient jamais entendu les chansons qu'elles allaient interpréter. Huit chanteuses figurent au total sur l'album, dont Eloisia, Camille, qui interprète quatre chansons, et Mélanie Pain, qui chante sur deux titres. L'album contient des reprises de chansons de XTC, Modern English, Killing Joke, The Clash, Joy Division, Tuxedomoon, The Cure et The Undertones. Il est un succès commercial, se classant à la 69e place des ventes d'albums en France et passant au total 39 semaines dans le top 200. En 2006, l'album compte plus de 200 000 exemplaires vendus dans le monde.

### Bande à part(2006–2009)
Le deuxième album du groupe, Bande à part, sort en 2006, est à nouveau un succès commercial. Il se classe dans plusieurs pays européens, atteignant la 23e place dans le classement français des albums, la 15e dans le classement allemand, la 8e au Portugal et la 79e dans le classement britannique des albums. L'album comprend des versions de la chanson des Buzzcocks, Ever Fallen in Love (With Someone You Shouldn't've), de Blue Monday de New Order, The Killing Moon d'Echo and the Bunnymen, Don't Go de Yazoo, Eisbär de Grauzone, et Heart of Glass de Blondie.
En 2008, Collin sort un album intitulé Hollywood, mon amour, composé d'enregistrements réalisés selon la formule Nouvelle Vague, de chansons tirées de bandes originales de films des années 1980. L'album comprend de nouvelles versions de Eye of the Tiger de Rocky III, et de la chanson Footloose du film homonyme sorti en 1984. Skye Edwards, de Morcheeba, interprète des reprises de A View to a Kill, le thème de James Bond de Duran Duran, et de Call Me de Blondie (qui figure dans le film American Gigolo sorti en 1980). L'actrice et chanteuse Juliette Lewis interprète un nouvel arrangement de This is Not America (extrait du film Le Faucon et le bonhomme de neige, 1985). L'album comprend également des interprétations de la chanteuse franco-israélienne Yael Naim, de la musicienne brésilienne Cibelle et de la chanteuse australienne Nadéah Miranda, qui a fait une tournée avec Nouvelle Vague pendant un certain temps. 

### 3etCouleurs sur Paris(2010–2015)

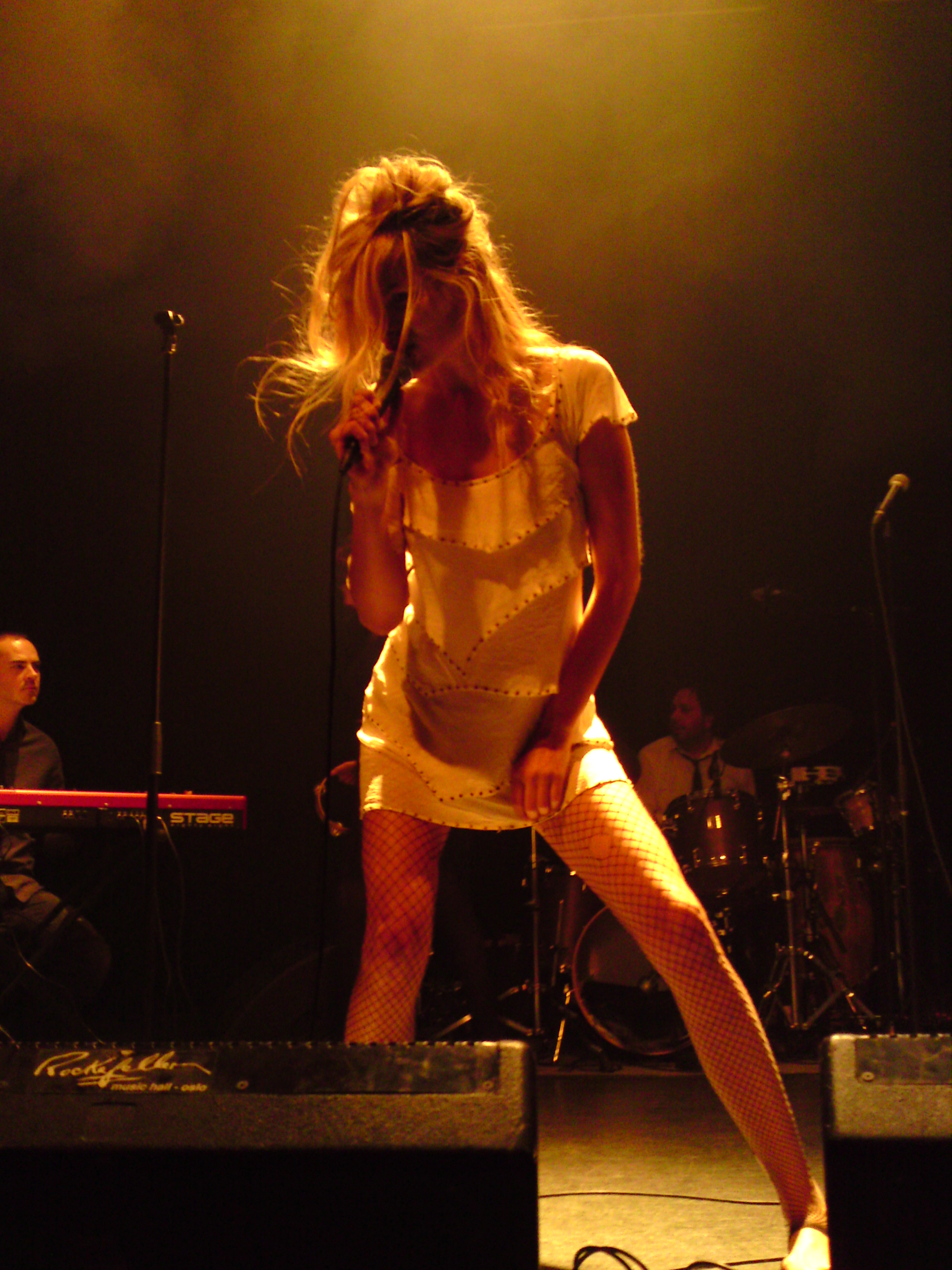
Nadeah Miranda sur scène.

En 2010, le groupe sort un album de reprises en français, Couleurs sur Paris. L'album comprend des apparitions de musiciens connus, comme Vanessa Paradis, Olivia Ruiz et Cœur de pirate, ainsi qu'une apparition de Camille, qui revient pour interpréter une version de la chanson Putain putain du groupe belge TC Matic. La même année, le groupe sort une compilation Best of de quinze titres. Une édition spéciale de la compilation comprend un disque supplémentaire de morceaux rares et inédits.
Le succès critique et commercial du groupe atteint son apogée avec la sortie de son deuxième album, Bande à Part. Avec la sortie de 3 et Couleurs sur Paris, les critiques accordent moins d'attention au groupe, qui se met ensuite mis en pause, ne sortant plus de nouveaux morceaux et donnant peu de concerts. Collin explique plus tard ce hiatus en disant : « Je m'ennuyais à faire des reprises » et en citant la diminution de l'accueil critique : « Avec le premier et le deuxième album, tous les médias disaient : 'C'est une super idée, une superbe interprétation' - et après le troisième album, c'était soudain, 'OK, c'est toujours la même chose, le même concept, on ne veut pas en parler'. »

### I Could Be Happy(2016)
Un nouvel album I Could Be Happy sort le 4 novembre. Le titre, une reprise de la chanson d'Altered Images, est mis à disposition pour le téléchargement et le streaming numérique le 29 septembre.

### Divers
En 2016, le groupe annonce la sortie d'un « album anniversaire » et d'un documentaire, intitulé Nouvelle Vague by Nouvelle Vague and Some Friends, qui devrait contenir « quatre nouveaux remix de morceaux existants, quatre reprises déjà sorties réenregistrées sur place avec des musiciens traditionnels en Chine, en Inde, au Mexique et en Hongrie, quatre nouvelles reprises (les choix provisoires sont des morceaux des Ramones, de Cocteau Twins, de The Associates et de Richard Hell) et - attendez-le - quatre chansons originales. »
Un nouvel EP intitulé Athol Brose sort le 2 septembre 2016. 